# Ośrodek Pracy Twórczej Wietrznia w Kielcach
Ośrodek Pracy Twórczej „Wietrznia” – placówka prowadząca działalność kulturalną i edukacyjną, upowszechniająca twórczość artystów rzeźbiarzy, oraz udostępniająca infrastrukturę potrzebną do uprawiania artystycznej dziedziny jaką jest rzeźba.
Ośrodek powstał w 1976, w miejscu dawnego kamieniołomu w Kielcach (wydobycie zakończono w 1974). Od 2003 Ośrodek Pracy Twórczej „Wietrznia” wchodzi w skład GEOPARK Kielce. Dziś na terenie OPT „Wietrznia” znajdują się indywidualne pracownie rzeźbiarskie m.in. Kornela Arciszewskiego, Arkadiusza Latosa, Waldemara Musika, Wacława Staweckiego i Piotra Suligi.